# Selaginella fruticulosa
Selaginella fruticulosa är en mosslummerväxtart som först beskrevs av Jean-Baptiste Bory de Saint-Vincent, och fick sitt nu gällande namn av Antoine Frédéric Spring. Selaginella fruticulosa ingår i släktet mosslumrar, och familjen mosslummerväxter. Inga underarter finns listade i Catalogue of Life.